# ポール・マクステイ
ポール・マクステイ MBE（Paul Michael Lyons McStay, 1964年10月22日 - )は、スコットランド・ハミルトン出身の元サッカー選手で指導者。現役時代のポジションはMF。マックステイと表記されることもある。

## 経歴
スコットランド代表として1983年から1997年にかけてプレー、2度のワールドカップと1992年のユーロを含む、通算76試合に出場した。
1981年にセルティックFCに加入、1996-97シーズンまで在籍、通算677試合72得点。この間1982年にスコットランド年間最優秀若手選手賞を、1987-88年シーズンにはスコットランド・サッカー記者協会年間最優秀選手賞 とスコットランドPFA年間最優秀選手賞 をW受賞した。

## タイトル
セルティックFC
- スコティッシュリーグ :  1981–82, 1985–86, 1987–88
- スコティッシュカップ : 1984–85, 1987–88, 1988–89, 1994–95
- スコティッシュリーグカップ：1982–83

個人
- スコットランド・サッカー記者協会年間最優秀選手賞 : 1987-88
- スコットランドPFA年間最優秀選手賞 : 1987-88
- スコットランド年間最優秀若手選手賞 : 1982-83
- スコットランドサッカーの殿堂